# 問者生
問者生（もんじゃしょう）とは、大学寮明経道において得業生の次に位置する学生のこと。定員は10名。唐名は俊士。
「問者」とは仏教の法会や儒学の釋奠などの竪義において、講師や博士などの回答者に対して質問を出す役のことである。大学寮明経道で行われた竪義では、誰でも問者になれたものの（『延喜式』大学寮式）、後には大学寮の教官・得業生・学生の中から務めることになった。一方、式部省の課試受験資格が延喜13年（913年）に得業生に補任されてから7年以上の者に限定された結果、得業生の数が少ない明経道は紀伝道と比較して不利を蒙ることになった。そのため、正暦4年（993年）に中原致時の奏請によって釋奠の問者を務める者を定める名目で問者生が設置され、2年後に問者生試が行われるようになった。問者生は学生の中から優秀者が選ばれ、補任から数年経た後に問者生試を受けて及第した者は官司の判官に任じられるものとされた。問者生が得業生になることも可能であったが、明経得業生試は全11問中6問で及第なのに対し、問者生試は全8問中5問で及第とされており、試験の難易度は低かったものの得業生出身者には大学寮の教官になれる機会があったものの、問者生出身者にはその機会が乏しい（他の補任に関しては両者とも大きな違いは無い）など、得業生よりも官人登用後の昇進において格差があった。